# Eladio Fernández Diéguez
Eladio Fernández Diéguez (La Coruña, 3 de marzo de 1865-Zamora, 17 de noviembre de 1935) fue un periodista y político español. A lo largo de su carrera profesional colaboró en numerosas publicaciones, siendo también director de algunos diarios.

## Biografía
Hijo del periodista Ezequiel Fernández Miranda, estudió derecho en las universidades de Santiago de Compostela y Salamanca.
Durante algún tiempo fue concejal republicano en el Ayuntamiento de La Coruña. 
Comenzó su trabajo como periodista en Murmullos Literarios y El Anunciador. Posteriormente, estando en Santiago de Compostela fundó El Cupido, trabajando también como redactor de La Verdad y Gaceta de Galicia, y colaborando con El Ciclón. Nuevamente en La Coruña colaboraría con El Imparcial y El Alcance, fundando además la publicación La Coruña Cómica. Fue director de Tierra Gallega, redactor jefe de El Telegrama y tuvo una sección propia en La Voz de Galicia, del cual fue corresponsal en Madrid. Durante su estancia en Ferrol fue director de El Correo Gallego y Diario Ferrolano. Posteriormente dirigió el Diario de Huelva, además de colaborar en diferentes periódicos americanos.

## Obras
- Para una noche (Historias y cuentos de miga), 1887.
- Parábolas, 1920.